# شهرستان مانتزوما (کلرادو)
شهرستان مانتزوما، کلرادو (به انگلیسی: Montezuma County, Colorado) یک سکونتگاه مسکونی در ایالات متحده آمریکا است که در کلرادو واقع شده‌است.

## خصوصیات
شهرستان مانتزوما ۵٬۲۸۳٫۶۱ کیلومترمربع مساحت دارد.